# アレオパゴス会議のフリュネ
『アレオパゴス会議のフリュネ』（アレオパゴスかいぎのフリュネ、仏: Phryne devant l'Areopage, 英: Phryne before the Areopagus）は、フランスの画家ジャン＝レオン・ジェロームが1861年に制作した絵画。古代ギリシアの伝説的なヘタイラであるフリュネが、不敬虔を理由に裁判にかけられた場面を主題にしている。弁護人であるヒュペレイデスが陪審員団の前でフリュネの衣服を剥ぎ取って彼女の裸を露にすると、フリュネは無罪となった。
1861年に『アレオパゴス会議のフリュネ』はサロン・ド・パリで展示された。この絵画はドイツのハンブルク美術館に所蔵されている。